# Langues païtaniques
Les langues païtaniques sont un sous-groupe de langues de la branche malayo-polynésienne des langues austronésiennes. 
Elles sont parlées sur l'île de Bornéo, dans l'État de Sabah, en Malaisie.

## Particularités du groupe

Les langues philippines-bornéo, entourées en rouge

Les langues païtaniques sont souvent présentées comme étant apparentées, avec d'autres groupes de langues parlés sur l'île de Bornéo aux langues philippines et formant un groupe philippines-bornéo.
Cette parenté est rejetée par Blust et Adelaar. Pour ces deux linguistes, le païtanique est rattaché aux langues sabahanes. Celles-ci forment, avec les langues sarawak du Nord, les langues bornéo du Nord, un des sous-groupes du malayo-polynésien occidental.

## Liste des langues
Les langues païtaniques sont :
- haut-kinabatangan
- lanas lobu
- tampias lobu
- abaï soungaï
- tombonuo

## Sources
- (en) Adelaar, Alexander, The Austronesian Languages of Asia and Madagascar: A Historical Perspective, The Austronesian Languages of Asia and Madagascar, pp. 1-42, Routledge Language Family Series, Londres, Routledge, 2005,  (ISBN 0-7007-1286-0)